# High Voltage (AU)
High Voltage – pierwszy album studyjny australijskiego zespołu AC/DC. Wydany został tylko w Australii, 17 lutego 1975 roku. Sześć utworów z ośmiu jest autorstwa Angusa Younga, Malcolma Younga, i Bona Scotta. Utwór „Soul Stripper” jest autorstwa tylko braci Youngów, a piosenka „Baby, Please Don’t Go” jest coverem utworu Big Joego Williamsa.
Album został oryginalnie wydany przez wytwórnię Albert Productions. Później już przestał być wydawany przez jakąkolwiek wytwórnię, na rzecz ogólnoświatowego wydania o tej samej nazwie wydanego przez wytwórnię Atco w 1976 r.

## Opis albumu
AC/DC ciągle jeszcze rozwijało swój dźwięk gdy High Voltage został nagrany w listopadzie 1974 r., a bracia Youngowie i Scott byli wspierani przez inną sekcję rytmiczną niż kombinację Phil Rudd/Mark Evans przedstawioną na następnych trzech albumach studyjnych. W rezultacie album bardziej prezentuje muzykę z wpływami z glam rocka niż oparty na R&B, rock & roll z którego AC/DC zasłynęło w przyszłości.
High Voltage doprowadził do pierwszego z wielu występów AC/DC w australijskim programie muzycznym, Countdown. Wczesne występy zespołu zawierają legendarne dziś wykonanie na żywo utworu „Baby, Please Don’t Go” (podczas którego Bon Scott przebrany jest za blond uczennicę) oraz wykonanie utworu „Show Business”. Oba utwory można obecnie zobaczyć na DVD zespołu z 2005 r., The Family Jewels.

## Ogólnoświatowe wydanie
Wydane w maju 1976 r., z inną okładką, ogólnoświatowe wydanie High Voltage jest kompilacją zawierającą utwory z oryginalnej australijskiej edycji i następnego albumu, także wydanego tylko w Australii, T.N.T. Pomimo nazwy, drugi High Voltage zawiera tylko dwa utwory z oryginału, „She’s Got Balls” i „Little Lover”.
Inne, cztery utwory z oryginalnego albumu, „Baby, Please Don’t Go”, „Soul Stripper”, „You Ain’t Got a Hold on Me”, i „Show Business” zostały zamieszczone na mini-albumie, '74 Jailbreak z 1984 r. Utwory „Stick Around” i „Love Song” zostały wydane na boxie zatytułowanym Backtracks

## Lista utworów
| 1. | „Baby, Please Don't Go” (Big Joe Williams) | 4:50  |
|    |                                            |       |
| 2. | „She’s Got Balls”                          | 4:51  |
|    |                                            |       |
| 3. | „Little Lover”                             | 5:39  |
|    |                                            |       |
| 4. | „Stick Around”                             | 4:44  |
|    |                                            |       |
| 5. | „Soul Stripper” (Young, Young)             | 6:25  |
|    |                                            |       |
| 6. | „You Ain’t Got a Hold on Me”               | 3:31  |
|    |                                            |       |
| 7. | „Love Song”                                | 5:14  |
|    |                                            |       |
| 8. | „Show Business”                            | 4:46  |
|    |                                            |       |
|    |                                            | 40:00 |
|    |                                            |       |
- Kompozytorami (oprócz wymienionych w nawiasach) wszystkich utworów są Angus Young, Malcolm Young i Bon Scott.

## Twórcy

### Wykonawcy
- Angus Young – gitara prowadząca
- Malcolm Young – gitara rytmiczna
- Bon Scott – śpiew
- Tony Currenti – perkusja
- George Young – gitara basowa

### Produkcja
- Producenci: Harry Vanda, George Young